# Bargam
Le bargam est une langue papoue parlée en Papouasie-Nouvelle-Guinée, dans la province de Madang.

## Classification
Le bargam est un des nombreux membres de la famille des langues croisilles, une des groupes des langues madang.

## Phonologie
Les  voyelles du bargam sont :

### Voyelles
|         | Antérieure | Postérieure |
| ------- | ---------- | ----------- |
| Fermée  | i [i]      | u [u]       |
| Moyenne | e [e]      | o [o]       |
| Ouverte |            | ɑ [ɑ]       |

### Consonnes
Les consonnes du bargam sont :
|              |              | Bilabiales | Labio-dent. | Alvéolaires | Palatales | Vélaires | Glottales |
| ------------ | ------------ | ---------- | ----------- | ----------- | --------- | -------- | --------- |
| Occlusives   | Sourde       | p [p]      |             | t [t]       |           | k [k]    | ʔ [ʔ]     |
| Occlusives   | Sonore       | b [b]      |             | d [d]       |           | g [g]    |           |
| Fricative    | Sourde       |            | f [f]       | s [s]       |           |          | h [h]     |
| Fricative    | Sonore       |            |             | z [z]       |           |          |           |
| Nasale       | Nasale       | m [m]      |             | n [n]       |           | ŋ [ŋ]    |           |
| Latérale     | Latérale     |            |             | l [l]       |           |          |           |
| Battue       | Battue       |            |             | ɾ [ɾ]       |           |          |           |
| Semi-voyelle | Semi-voyelle | w [w]      |             |             | y [ j]    |          |           |

## Écriture
Le bargam s'écrit avec l'alphabet latin.
| Caractère     | Caractère | Caractère | Caractère | Caractère | Caractère | Caractère | Caractère | Caractère | Caractère | Caractère | Caractère | Caractère | Caractère | Caractère | Caractère | Caractère | Caractère | Caractère | Caractère | Caractère | Caractère | Caractère |
| ------------- | --------- | --------- | --------- | --------- | --------- | --------- | --------- | --------- | --------- | --------- | --------- | --------- | --------- | --------- | --------- | --------- | --------- | --------- | --------- | --------- | --------- | --------- |
| a             | b         | d         | e         | f         | g         | h         | i         | k         | l         | m         | n         | ng        | o         | p         | q         | r         | s         | t         | u         | w         | y         | z         |
| Prononciation |           |           |           |           |           |           |           |           |           |           |           |           |           |           |           |           |           |           |           |           |           |           |
| ɑ             | b         | d         | e         | f         | g         | h         | i         | k         | l         | m         | n         | ŋ         | o         | p         | ʔ         | ɾ         | s         | t         | u         | w         | j         | z         |

## Sources
- (en) Mark Hepner, Bargam Organized Phonological Data (manuscrit), Ukarumpa, SIL International, 1992 (lire en ligne)
- (en) Mark Hepner, Bargam grammar sketch, SIL, 2006 (lire en ligne)